# Barrage d'Alaçatı
Le barrage d'Alaçatı (en turc Alaçatı barajı) est un barrage en Turquie. Il tient son nom de la ville d'Alaçatı dans le district de Çeşme. La rivière Hırsızdere, filtrée par ce barrage, se jette dans la Mer Égée 3 km après celui-ci.

## Sources
- (en) « Alaçatı Dam », sur Agence gouvernementale turque des travaux hydrauliques (DSİ)